# Сад (фільм, 2000)
«Сад» (фр. Sade) — французький біографічний фільм-драма режисера Бенуа Жако, поставлений у 2000 році. В основу сюжету покладено епізод з життя французького письменника Донасьєна Альфонс Франсуа де Сада, більш відомого як Маркіз де Сад.

## Сюжет
Франція, 1794 рік. Після довгих поневірянь по в'язницях маркіз де Сад, аристократ, що перетворився на спокусника, жертва пуританського терору Робесп'єра, опиняється в закритому пансіоні Пікпюс, де розкішне суспільство дворян і шахраїв рятується від смерті, спустошуючи свої кишені. Тут він зустрічає юну і безневинну Емілі, тут же вирішуючи викласти їй відверті уроки життя і любові. Не втративши бравади і почуття гумору, цей «аморальний учитель» ставить в стінах Пікпюса свою нову п'єсу, прагнучи відвернути свою ученицю і її оточення від холодного блиску гільйотини, яка безжально вершить свій жорстокий суд. Але їх скромний рай вже перетворився на пекло, і скоро вітер історії понесе волелюбного розпусника назустріч вічності і безсмертю.

## В ролях
| Актор(ка)        |   | Роль               |
| ---------------- | - | ------------------ |
| Даніель Отей     | • | маркіз де Сад      |
| Маріанн Денікур  | • | Розсудливий        |
| Жанна Балібар    | • | Мадам Сантеро      |
| Грегуар Колен    | • | Форньєр            |
| Ізільд Ле Беско  | • | Емілі              |
| Жан-П'єр Кассель | • | віконт             |
| Філіп Дюкен      | • | Куаньяр            |
| Венсан Бранше    | • | шевальє де Кульбе  |
| Раймон Жером     | • | Презідан де Моссан |
| Жаліль Леспер    | • | Августин           |
| Домінік Реймон   | • | мадам де Ланкрі    |
| Сільві Тестю     | • | Рене де Сад        |

## Нагороди та номінації
| Рік  | Нагорода                    | Категорія                 | Номінант        | Результат |
| ---- | --------------------------- | ------------------------- | --------------- | --------- |
| 2000 | Монреальський кінофестиваль | Гран-прі Америки          | Бенуа Жако      | Номінація |
| 2001 | Премія «Сезар»              | Найперспективніша акторка | Ізільд Ле Беско | Номінація |
| 2001 | Премія «Люм'єр»             | Найкращий актор           | Даніель Отей    | Перемога  |
| 2001 | Премія «Люм'єр»             | Найперспективніша акторка | Ізільд Ле Беско | Перемога  |